# Butler (Alabama)
Butler is een plaats (city) in de Amerikaanse staat Alabama, en valt bestuurlijk gezien onder Choctaw County.

## Demografie
Bij de volkstelling in 2000 werd het aantal inwoners vastgesteld op 1952.
In 2006 is het aantal inwoners door het United States Census Bureau geschat op 1770, een daling van 182 (-9,3%).

## Geografie
Volgens het United States Census Bureau beslaat de plaats een oppervlakte van
14,5 km², geheel bestaande uit land. Butler ligt op ongeveer 61 m boven zeeniveau.

## Plaatsen in de nabije omgeving
De onderstaande figuur toont de plaatsen in een straal van 32 km rond Butler.